# Trypeticus aukei
Trypeticus aukei är en skalbaggsart som beskrevs av Kanaar 2003. Trypeticus aukei ingår i släktet Trypeticus och familjen stumpbaggar. Inga underarter finns listade i Catalogue of Life.